# Pteronotus
Pteronotus  — рід комахоїдних кажанів Нового Світу з родини Mormoopidae.

## Морфологічні особливості

### Морфометрія
Голова і тулуб довжиною 40–77 мм, довжина хвоста 15–30 мм, а довжина передпліччя 35–65 мм. Eisenberg (1989) навів такі середні значення ваги: Pteronotus parnellii 20,4 грама у самців і 19,6 грама у самиць, для Pteronotus personatus 8,0 грама у самців, 6,9 грама у самиць, для Pteronotus davyi 9,4 грама у самців, 9,1 грама у самиць і для Pteronotus gymnonotus, 12,6 грама у самців, 14,0 грама у самиць. Зубна формула: 2/2, 1/1, 2/3, 3/3 = 34.

### Зовнішність
Забарвлення різне, часто є світло або темно-коричневим, сірувато-коричневим, оранжевим або вохровим; низ зазвичай блідіший. Носового листа немає, хвіст добре розвинений. Крила в P. davyi і P. gymnonotus вривають частини спини, створюючи враження, що спина гола. В інших видів крила прикріплені з боків тіла і спини запушені.

## Середовище проживання
Ці кажани займають різні місця проживання. У Халіско, Мексика, три види Preronotus були зібрані вздовж водних шляхів обступлених густою рослинністю на висотах від рівня моря до 1700 метрів. У Венесуелі P. davyi і P. gymnonotus найчастіше приймаються в сухих, відкритих майданчиках, у той час як P. parnellii був знайдений в основному в сирих місцях у лісах. Хоча кажани цього роду були знайдені в будинках, вони ночують в основному в печерах і тунелях. Деякі види можуть також знаходити притулок в дуплах рослин, таких як колючий бамбук. Коли висить у цих печерах, ці кажани шукають темні ніші, рідко біля входів. Як правило, вони висять окремо, а не в компактно. P. personatus були взяті з печер, де вона воліють лежати на горизонтальних чи майже горизонтальних поверхнях. Голос Pteronotus був описаний як свистяче, пташине цвірінькання. Його дієта, як вважають, в основному складаються з Lepidoptera і Coleoptera, і під час полювання використовується унікальна система ехолокації така ж як у представників родин Rhinolophidae і Hipposideridae зі Старого Світу.